# Podagrion crassiclava
Podagrion crassiclava is een vliesvleugelig insect uit de familie Torymidae. De wetenschappelijke naam is voor het eerst geldig gepubliceerd in 1922 door Gahan.